# Lepturges elimata
Lepturges elimata là một loài bọ cánh cứng trong họ Cerambycidae.